# Allium heteronema
Allium heteronema — вид рослин з родини амарилісових (Amaryllidaceae); ендемік Китаю.

## Опис
Цибулина циліндрична, діаметром 0.8–1 см; оболонка темно-коричнева. Листки майже рівні стеблині, 3–7 мм завширшки, верхівки довго загострені. Стеблина 25–30 см, циліндрична, кутаста, вкрита листовими піхвами лише в основі. Зонтик мало-квітковий. Оцвітина пурпурно-блакитна; зовнішні сегменти вузько-яйцюваті, 7–7.5 × 2–2.7 мм; внутрішні вузько довгасті, ≈ 8 × 2.5–2.7 мм. Період цвітіння: серпень.

## Поширення
Ендемік східного Сичуаня, Китай.
Населяє схили; 1600–2300 м.